# Gerrit Schouten
Gerrit Carl François Schouten (Paramaribo, 16 januari 1779 – Paramaribo, 29 september 1839) was een Surinaams kunstenaar, die vooral bekend is geworden om zijn botanische tekeningen en diorama's of kijkkasten.

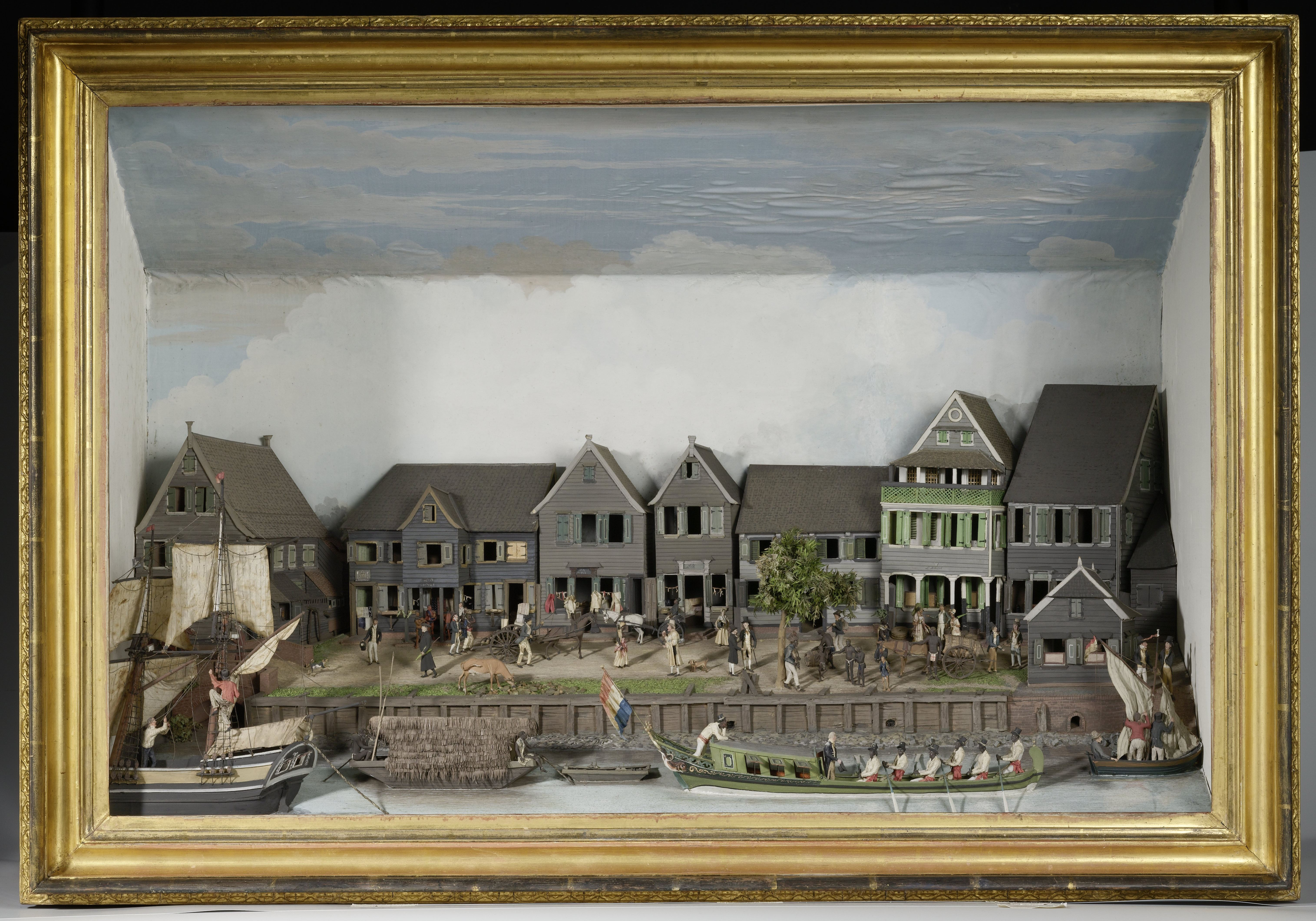
De Waterkant van Paramaribo (1820). Diorama van Gerrit Schouten. (coll. Rijksmuseum Amsterdam)

## Levensloop
De vader van Gerrit Schouten was de uit Amsterdam afkomstige Hendrik Schouten die zich in 1767 in Suriname vestigde. Hendrik was Commissaris van Kleine Zaken (rechtszaken tot 250 gulden) en bezat een herberg aan de Waterkant. Hij is bekend als dichter en is medeoprichter van het genootschap De Surinaamse Lettervrinden. 
In 1772 trouwde Hendrik Schouten met Suzanna Johanna Hanssen. Suzanna was de dochter van de rijke Duitse plantagehouder Samuel Loseke en de vrijgeboren zwarte vrouw Bettie van Hannibal. Suzanna werd samen met haar broer naar Nederland gestuurd om een opleiding te volgen. Ze leerde pianospelen en sprak verschillende talen. 
Het echtpaar kreeg vijf kinderen, eerst twee dochters, daarna drie jongens. Gerrit was de oudste zoon.
Gerrit Schouten ging naar school in Paramaribo waar hij les kreeg van Daniel van Claveren. Hij trouwde met Maria Helena Zeegelaar. Het echtpaar kreeg een zoon en dochter.
Schouten wilde kunstenaar worden en leerde het vak zelfstandig. Een opleiding beeldende kunsten bestond in die tijd niet in Suriname. Hij verzamelde voorwerpen uit de natuur. Hij maakte studies van planten en dieren. Hij schilderde aquarellen en vervaardigde portretten. Ook prepareerde hij dieren, met name vogels. Beroemd werden zijn kijkkasten of diorama's.
Schoutens dochter Carolina Maria was gehuwd met Adriaan François Lammens, president van het Hof van Justitie. Lammens was een groot bewonderaar en verzamelaar van het werk van Gerrit Schouten. Omdat hij van gemengde afkomst was maakte Schouten niet echt deel uit van de blanke elite van Paramaribo. Zijn werk werd gewaardeerd maar zelf werd hij nooit volledig geaccepteerd. Lammens bestreed de in die tijd heersende opvatting dat een kleurling geen talent kon hebben. Bij de Stadsbrand van Paramaribo (1821) werd het woonhuis van Lammens aan de Waterkant verwoest. Zijn collectie met botanische tekeningen van Gerrit Schouten ging hierbij verloren.
In 1828 ontving Gerrit Schouten een medaille, een gouden penning, van koning Willem I. 
De penning was bedoeld om kunst en wetenschap in in de kolonie te stimuleren en werd toegekend ter aanmoediging van de kunstenaar. Schouten was vereerd door de toekenning ondanks het feit dat de medaille niet met enige feestelijkheden werd overhandigd, maar gewoon was opgestuurd vanuit Nederland.  Lammens zag hierin een bevestiging van de achterstelling van kleurlingen door de overheid.
Na zijn dood in 1839 raakte Schoutens werk in de vergetelheid. Door de opkomst van de fotografie daalde de belangstelling voor botanische tekeningen. In 1999, 160 jaar na zijn dood, werden Schoutens tekeningen en diarama's voor het eerst tentoongesteld in het Surinaams Museum in Paramaribo. Een jaar later werd zijn werk in het Teylers Museum in Haarlem getoond.

## Botanische tekeningen

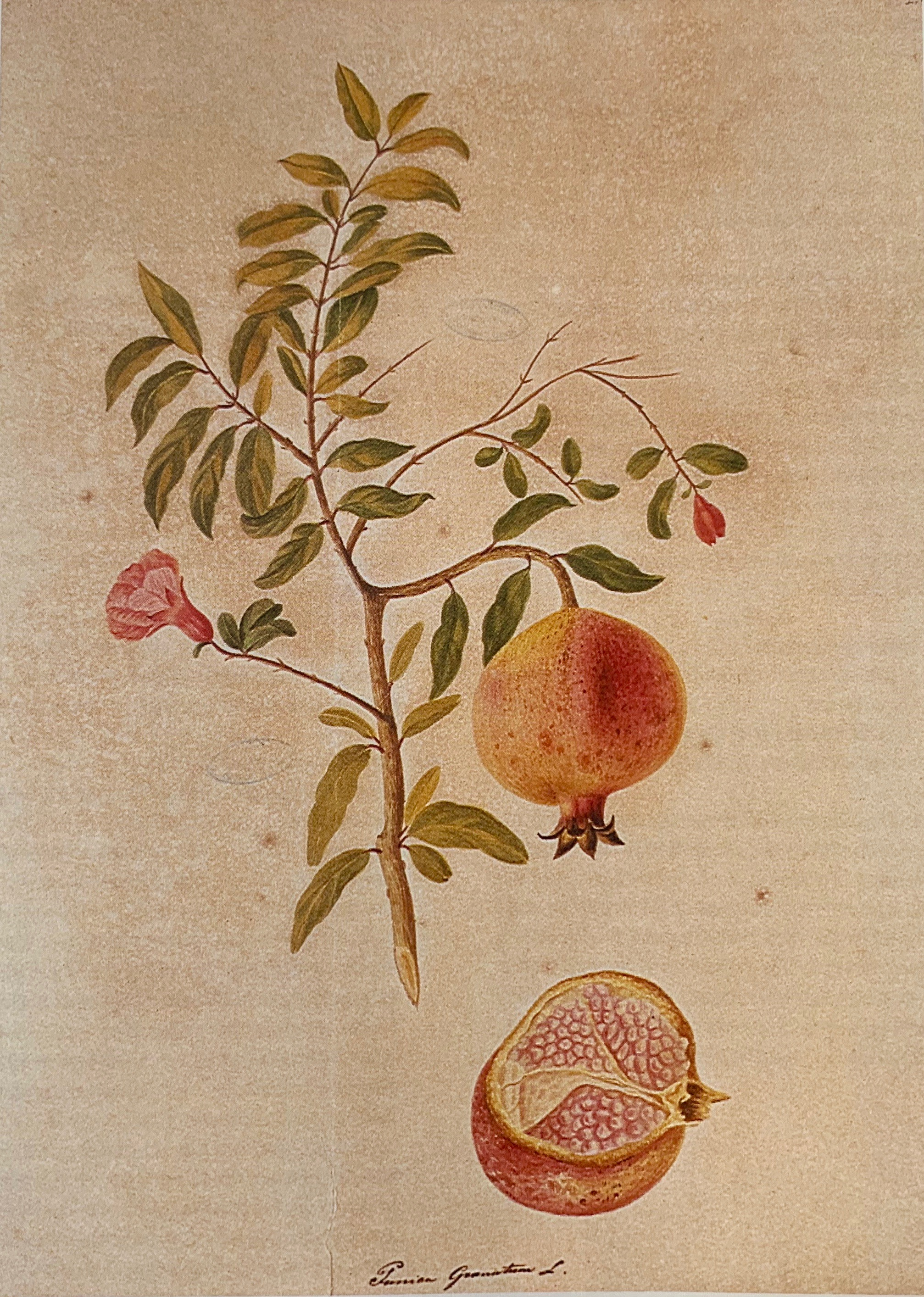
Botanische tekening van een granaatappel (Punica Granatum), gemaakt door Gerrit Schouten in 1823. (Surinaams Museum, Paramaribo)

Botanische tekeningen waren in de tijd van Schouten van groot belang voor de wetenschap. Een botanische tekenaar was een kunstenaar die zich in dienst stelde van het onderzoek naar planten. In Europa was veel belangstelling voor de natuur in Amerika en aan de hand van botanische tekeningen kon men zich daar een goed beeld van vormen. Een botanische tekening is een compositie waarin de verschillende stadia van de groei van een plant wordt weergegeven. De stengel en de bladeren, de bloeiwijze, de zaadvorming en de vruchten worden naar de natuur getekend en op een of meerdere bladen weergegeven. 
Met zijn tekeningen trad Schouten in de voetsporen van Maria Sibylla Merian. Schouten kende ook het werk van Louise van Panhuys, die gehuwd was met gouverneur Willem Benjamin van Panhuys. Deze Duitse kunstenares verbleef van 1811 tot 1813 en vervolgens van 1815 tot 1816 in Suriname. Uit zijn werk blijkt dat Schouten ook de illustraties kende die John Gabriël Stedman maakte voor zijn boek Reize naar Surinamen.
De botanische tekeningen van Schouten die nu bekend zijn kwamen tot stand in de periode 1820 - 1833. Zijn belangrijkste opdrachtgever was de Engelse botanicus John Henri Lance die van 1823 - 1833 in Suriname werkte. 86 tekeningen van Schouten zijn samen met 45 tekeningen van Lance ingebonden in twee banden die zich in de Lindley Library in London bevinden. In het Surinaams Museum is een map met 51 aquarellen van Surinaamse planten en vruchten aanwezig die door Schouten zijn getekend in 1823 en 1824. 
De bibliotheek van Artis bezit een serie dierentekeningen van Schouten. Het betreft 23 aquarellen van vissen, amfibieën en reptielen. Teylers Museum in Haarlem bezit drie vogeltekeningen uit 1834 van Gerrit Schouten.
In 1999 verscheen een catalogus van zijn werk.

## De kijkkasten
Vanaf 1810 tot zijn dood in 1839 legde Schouten zich toe op het maken van kijkkasten of diorama’s. De kasten zijn gemaakt van hout en de breedte varieert van 37 tot 107 cm. De bodem van de kast fungeert als achterzijde van de kijkkast. Boven op de onderste lange zijde van de kast lijmde Schouten een oplopende bodem om diepte in de voorstelling aan te brengen. In latere kijkkasten paste Schouten deze methodiek ook toe voor de bovenzijde. De vier binnenzijden werden beschilderd met gouache. 
De driedimensionale voorstelling in de kast werd opgebouwd uit elementen van papier-maché. Alle bouwwerken, de gebruiksvoorwerpen, muziekinstrumenten, schepen en andere vervoermiddelen, mensen en dieren werden door Schouten gemaakt door verschillende laagjes papier met elkaar te verlijmen. De achterzijde van de figuren is hol en de voorzijde werd minutieus bewerkt en met groot gevoel voor detail beschilderd.
Het perspectief werd door Schouten versterkt door de figuren op de achtergrond kleiner te maken dan die op de voorgrond. De kijkkasten werden meestal gesigneerd met G. Schouten, fecit.
Schouten ontleende de thema’s van de kijkkasten aan het dagelijks leven in Suriname en de diorama’s zijn nu een bron van informatie over Suriname aan het begin van de 19e eeuw. Er zijn voorstellingen van het dagelijks leven in indiaanse dorpen. En voorstellingen van slavendansen met dansende en musicerende figuurtjes. Er zijn gezichten op plantages waarin het werk op de plantages wordt uitgebeeld. En Schouten heeft enkele stadsgezichten op Paramaribo vervaardigd die een beeld geven van de bedrijvigheid in de stad en aan de waterkant.
De diorama's werden naar Europa meegenomen als herinnering aan Suriname. De diorama's waren niet goedkoop. Volgens Lammens konden de prijzen oplopen tot wel 500 gulden per stuk. De diorama's bevonden zich dus in eerste instantie in particulier bezit maar geleidelijk aan zijn ze terechtgekomen in openbare museumcollecties. Ter gelegenheid van het 30-jarig bestaan van de Republiek Suriname zijn drie diorama's in 2005 weer teruggebracht naar Suriname.
Van twee kijkkasten kon de geschiedenis nauwkeuriger worden achterhaald. Het zijn de diorama's met voorstellingen van een Arowakkenkamp en van een Caraïbenkamp. In 1826 ontving Schouten, via de bemiddeling van Lammens, de opdracht voor deze diorama's van het Koninklijk Kabinet van Zeldzaamheden. Een jaar later ontving Schouten een gouden medaille van Koning Willem I op voorspraak van de directeuren van het Kabinet van Zeldzaamheden. De twee diorama's bevinden zich nu in het Rijksmuseum voor Volkenkunde in Leiden.

## Overige bekende werken
In 1812 ontwierp hij het monument voor oud-gouverneur J.F. de Friderici. Het monument bevond zich in de Koepelkerk in Paramaribo, naast de preekstoel. De kerk ging verloren bij de Stadsbrand van Paramaribo (1821). Het diorama met het model van het monument bevindt zich in de collectie van het Rijksmuseum in Amsterdam.
In de bibliotheek van het Surinaams Museum bevindt zich een tekening uit 1833 van Schouten met de portretten van Kodjo, Mentor en Present, de aanstichters van de Stadsbrand van Paramaribo van 1832. De portretten zijn gemaakt in opdracht van het gerechtshof in Paramaribo. De originele en inkt getekende portretten zijn ingenaaid in Deel IX van de memoires van Lammens.

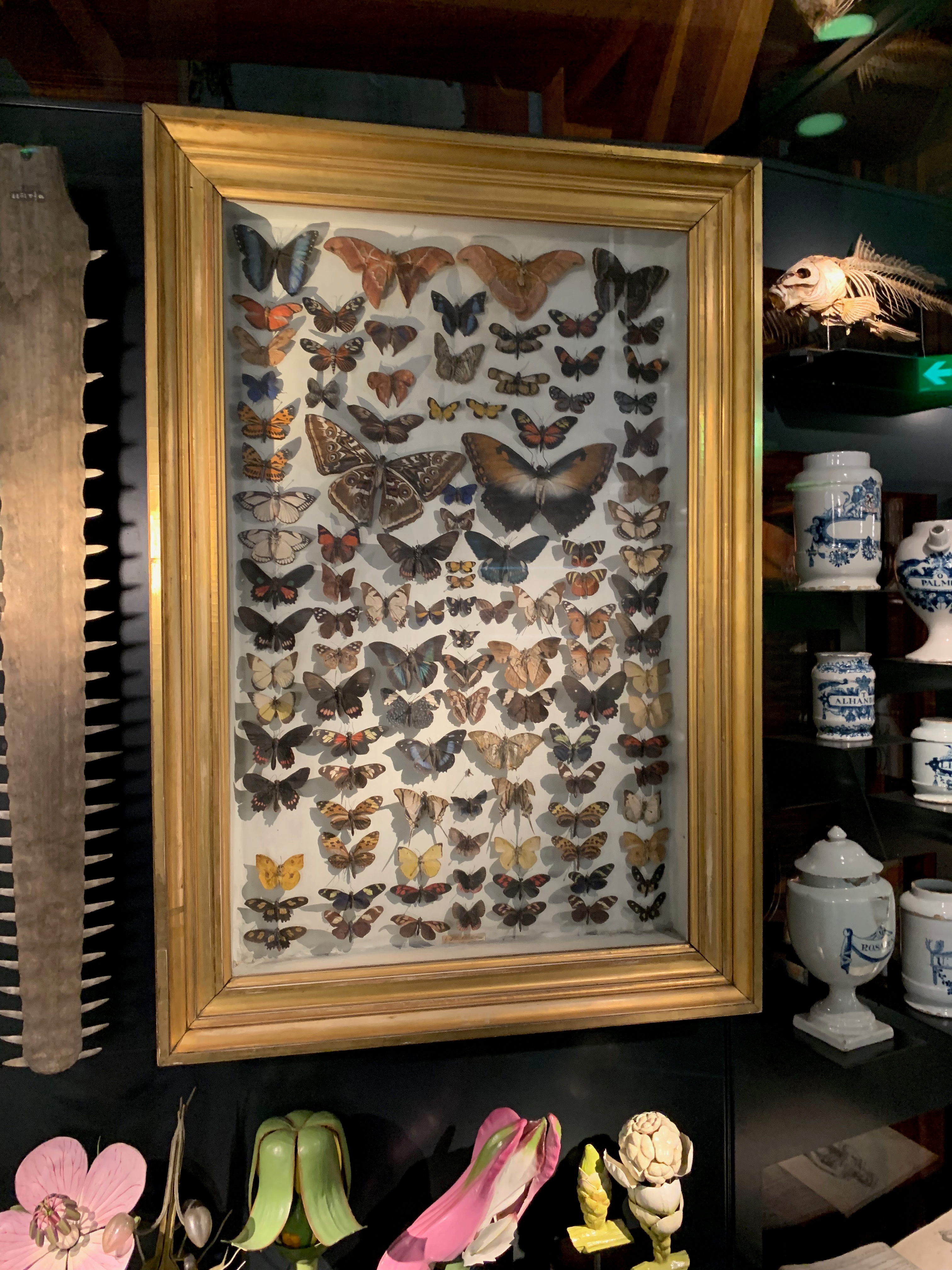
De Vlinderkast van Gerrit Schouten (1830). (Collectie Rijksmuseum Boerhaave, Leiden)

Voor het Koninklijk Kabinet van Zeldzaamheden vervaardigde Schouten De Vlinderkast. Een driedimensionaal schilderij waarin 100 vlinders zijn afgebeeld. De vlinders zijn vervaardigd uit papier-maché en ‘naar de natuur’ beschilderd. De Vlinderkast is gerestaureerd en bevindt zich sinds 1960 in het Rijksmuseum Boerhaave in Leiden. Uit documentatie is bekend dat Schouten drie vlinderkasten heeft gemaakt. Alleen het exemplaar in het Rijksmuseum Boerhaave is bewaard gebleven.

## Overzicht van de diorama's

#### Paramaribo
- Gezicht op de Waterkant van Paramaribo (1819), Centrale Bank van Suriname, Paramaribo
- De Waterkant van Paramaribo (1820), Rijksmuseum, Amsterdam
- Gezicht op het Gouvernementsplein (1812), Rijksmuseum, Amsterdam
- Gezicht op het Plein te Paramaribo (ongedateerd), Tropenmuseum Amsterdam

#### Plantages
- Gezicht op een suikerplantage (ongedateerd), Tropenmuseum Amsterdam
- Plantage Visserszorg (ongedateerd), Tropenmuseum Amsterdam
- Plantage Merveille (1829), Tropenmuseum Amsterdam

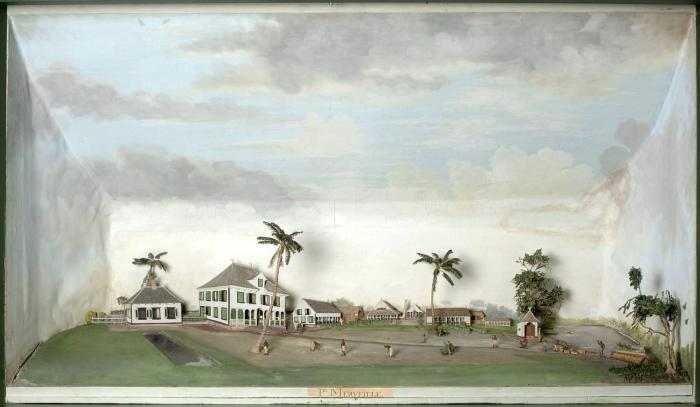
Diorama van de suikerplantage "Merveille", gelegen tussen de Surinamerivier en de Pauluskreek (1829). (Tropenmuseum Amsterdam)

- Gezicht op een plantage, mogelijk Plantage Zeezigt (ongedateerd), Rijksmuseum, Amsterdam
- Plantage Kerkshoven (1823), Museum Het Valkhof, Nijmegen
- Tentboot op een rivier voor een suikerplantage (ongedateerd), Museum Bronbeek, Arnhem
- Tentboot op een rivier voor een plantage (1817),  Museum Bronbeek, Arnhem

#### Slavendansen
- Slavendans (1819), Tropenmuseum Amsterdam
- Slavendans (1817), Museum Bronbeek, Arnhem
- Slavendans (1820), Tropenmuseum Amsterdam
- Slavendans (1830), Rijksmuseum, Amsterdam
- Slavendans (1831), Staatscollectie Suriname, Paramaribo
- Slavendans (ongedateerd), Tropenmuseum Amsterdam

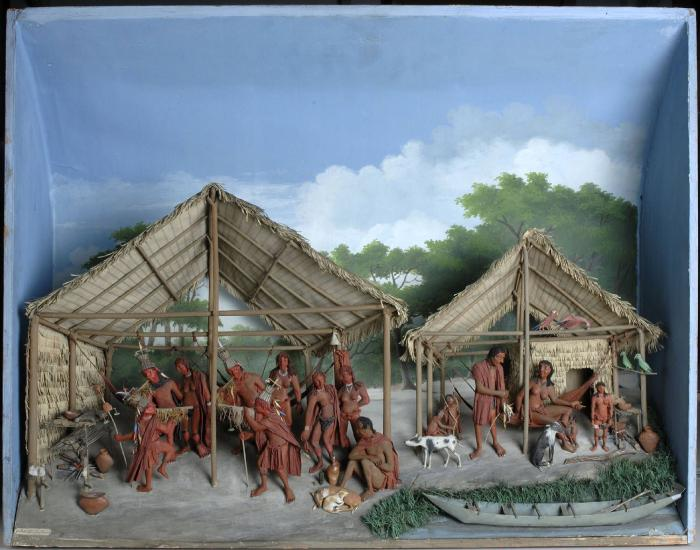
Diorama Arowakkenkamp (1827) (Rijksmuseum voor Volkenkunde, Leiden)

#### Inheemsen
- Caraïbenkamp (1827), Rijksmuseum voor Volkenkunde, Leiden
- Arowakkenkamp (1827), Rijksmuseum voor Volkenkunde, Leiden
- Caraïbenkamp met piaiman (1810), Tropenmuseum Amsterdam
- Caraïbenkamp (1817), Museum Bronbeek, Arnhem
- Caraïbenkamp aan een rivier (1819), Tropenmuseum Amsterdam
- Caraïbenkamp (1838), Staatscollectie Suriname, Paramaribo
- Caraïbenkamp (ongedateerd), Staatscollectie Suriname, Paramaribo
- Caraïbenkamp met dansers (1832), Tropenmuseum Amsterdam
- Caraïbenkamp (1834), Museon, Den Haag